# Walter Barrionuevo
Pour les articles homonymes, voir Barrionuevo.
Walter Barrionuevo, né le 28 février 1954 à Frías (province de Santiago del Estero), est un homme politique argentin, membre du Parti justicialiste.

## Biographie
Diplômé en droit de l'université nationale de Tucumán en 1976, il s'établit dans la province de Jujuy, où il entre dans le gouvernement provincial de Ricardo de Aparici comme ministre de la Justice et de l'Éducation (1989-1990). Il retourne à Santiago del Estero en 1994 pour y présider la Cour suprême.
En 1995, il est élu député à la chambre de la province de Jujuy. Devenu chef du groupe parlementaire provincial du Parti justicialiste en 1999, il est brièvement ministre de l'Éducation pour le nouveau gouverneur Eduardo Fellner. En 2003, il est élu vice-gouverneur de Fellner. En 2007, il est élu gouverneur de la province de Jujuy.